# Oukoop (Stichtse Vecht)
Oukoop is een voormalige heerlijkheid, thans buurtschap behorende tot de gemeente Stichtse Vecht in de provincie Utrecht. Het ligt even ten noorden van Oud-Aa en Nieuwer Ter Aa. 
De heerlijkheid was in handen van de heren van Loenersloot en smolt in de loop der eeuwen met een deel van de heerlijkheid Ter Aa samen tot een gerecht Loenersloot-Oukoop-Ter Aa. Dit alles vormde van 1 januari 1818 tot 1 april 1964 de gemeente Loenersloot. 

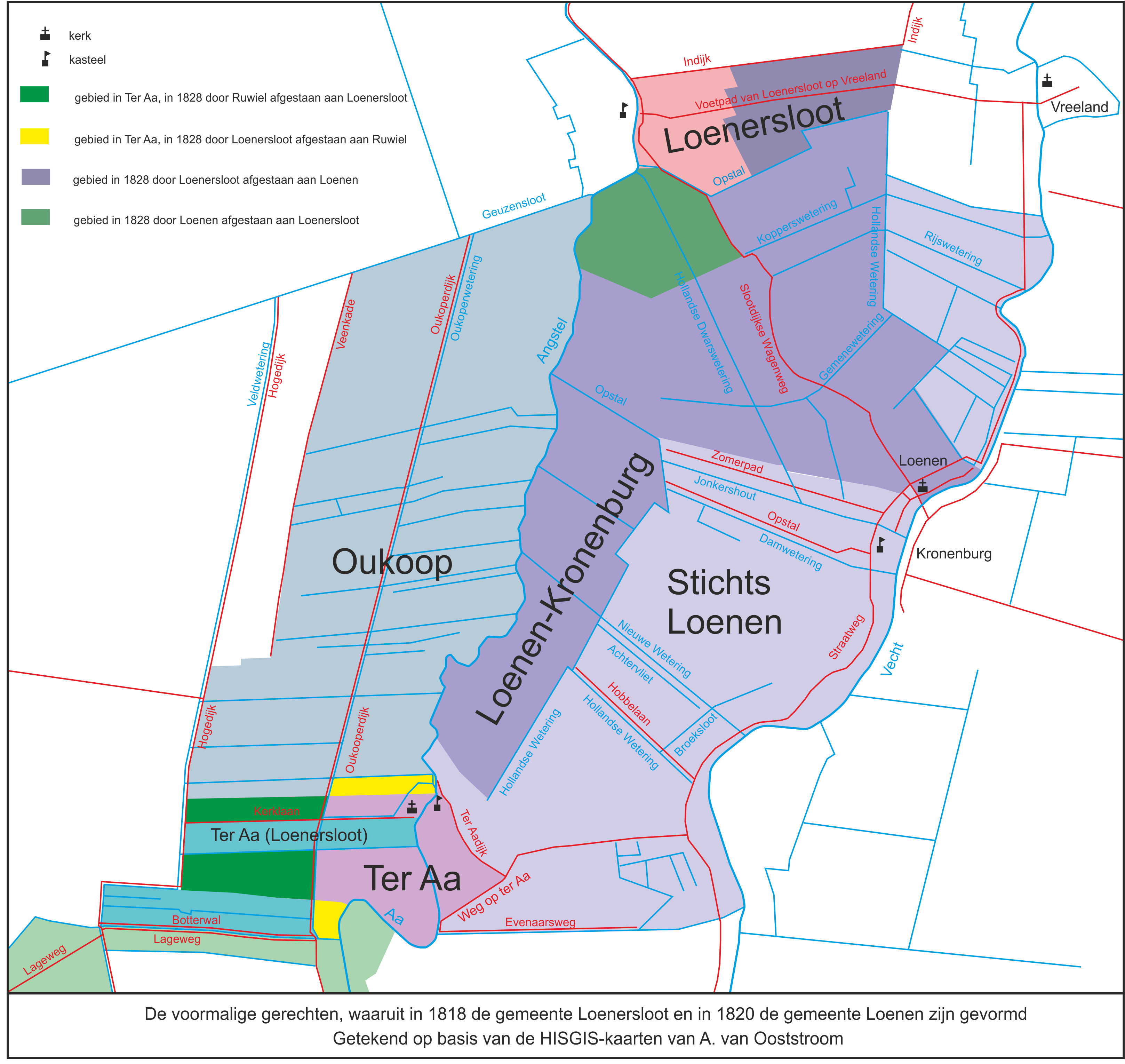

In Oukoop ligt ook het voormalige station Oukooperdijk gelegen aan de voormalige spoorlijn Aalsmeer - Nieuwersluis-Loenen.

Er bestond ook nog een waterschap Oukoop en een buurtschap Oukooperdijk.
Dorpen: Breukelen · Kockengen · Loenen aan de Vecht · Loenersloot · Maarssen · Maarssenbroek · Nieuwersluis · Nieuwer Ter Aa · Nigtevecht · Oud-Zuilen · Tienhoven · Vreeland

Buurtschappen: Gieltjesdorp · Kerklaan · Kortrijk · Laag-Nieuwkoop · Maarsseveen · Mijnden · Molenpolder · Nieuwerhoek · Noordeinde · Oud-Aa · Oud-Maarsseveen · Oukoop · Portengen · Portengense Brug · Scheendijk · Spengen · Zuideinde

Utrecht · Plaatsen in de provincie      Nederland · Provincies · Gemeenten